# 三五甲鎮山宮
三五甲玉勅鎮山宮位於臺灣臺南市佳里區，主祀池府千歲、天上聖母、地藏王菩薩。地屬佳里玉勅皇勅金唐殿境內第三角，轄境包含第三角、第五角二個角頭。所屬八家將團為現今西港玉勅慶安宮西港香科唯二能參與之家將陣頭(團)，經臺南市政府核定為臺南市定傳統表演藝術，國家文化資產首批登錄傳統表演藝術之家將團(陣)。

## 沿革
創廟之初為土地公廟，主祀福德正神，位於龍泉虎穴之風水寶地，早期曾文溪曾流通廟邊，旁涼傘神榕(榕樹)鎮守庄頭，堤防連廟宇山頭，俗稱為岸頭廟，有日溪水中洶湧出現奇蹟，庄民圍觀溪中有尊池府千歲神像逆流靠岸邊，於是庄民恭請奉祀，自此在池府千歲鎮守之下，神威顯赫。於清朝道光十六年（西元1836年）建廟，廟名為鎮山宮。
民國三十八年(1949年)時，適逢西港玉勅慶安宮西港刈香己丑香科為安撫太平洋戰爭中犧牲的先民，玉皇上帝降旨特欽命代天巡狩值科余千歲啟建水陸道場刀兵醮，大開三曹，普渡薦拔，不分國籍、不分種族，皆可前來受普，藉以超渡薦拔英靈還原超生，靈安故鄉，往生極樂淨土。當時西港刈香境內只有鎮山宮奉祀地藏王菩薩，於是慶安宮邀請地藏王菩薩入主於慶安宮旁的「信和寺」主持刀兵醮，超拔英靈，辦理收圓普渡。「刀兵教主」原本為辦理刀兵醮才有之職務，也是西港刈香唯一的一次，為避免對鎮山宮地藏王菩薩不敬，因此讓刀兵教主一職之稱號沿用至今。

鎮山宮家將陣(團)，承襲林木(道長)、黃水波師傅，由蕭壠香境中合適年輕男孩，利用閒暇之餘時間，訓練各種動作與陣式之排演成陣至今，家將館定名「吉興堂」(蕭壠吉字輩)，演練嚴格遵守民俗傳統，相當於人間的特種警察，屬於武陣。自領旨玉勅榮封組訓成陣後具宗教地位，隸屬地藏王菩薩之駕前護衛，榮封刀兵教主駕前先鋒官，享有先斬後奏之權。原蕭壠香斷香後，參加三年一科的西港刈香，擔任安撫孤魂、清屋淨宅、收驚解厄的任務，在現今西港香科中佔有相當重要之陣頭，亦是現今西港香科中唯二能參加八家將團(陣)之一。

### 香科榮封
西港刈香玉勅代天巡狩榮封三五甲鎮山宮地藏王菩薩膺任刀兵教主。
蕭壠香玉勅代天巡狩勅令三五甲鎮山宮地藏王菩薩，安撫境內孤魂，以報上天好生之德，不順者可調兵斬奏。

## 主祀神祇
主祀
- 池府千歲、天上聖母、地藏王菩薩

同祀
- 大陸池府總巡王、中壇元帥、天虎將軍、地虎將軍

配祀
- 李府大神、魏府大神、福德正神、註生娘娘

## 資料來源
1. ↑  刈香轄境. .
2. 1 2 3 4  黃文博. . 臺南市政府文化局. 2014-02. ISBN 978-986-04-0223-0.
3. 1 2  . 臺南市政府文化資產管理處.
4. ↑  三五甲鎮山宮管理委員會. . 三五甲鎮山宮.
5. ↑  黃文博. . 臺南縣立文化中心.
6. ↑  藝陣傳神. . 文化部文化資產局. 2015.
7. ↑  陳丁林. . 臺南縣立文化中心.
8. ↑  佳里金唐殿乙酉香科五朝王醮記實. .